# Herman Heijermans
Herman Heijermans jr (Rotterdam, el 3 de desembre de 1864, Zandvoort, el 22 de novembre de 1924) va ser un escriptor i comediògraf neerlandès d'origen jueu.
Era el fill gran d'una família jueava liberal amb onze fills. La seva germana Marie (1859-1937) era pintora i la seva germana Ida (1861-1943) escriptora de llibres per infants. El 1893 va començar com a crític de teatre al diari De Telegraaf que tot just s'havia creat. Per les seves crítiques virulents, no només va fer-se amics. Aviat va començar escriure les seves obres teatrals amb molts compromís social. A Ghetto (1898) descriu l'atmosfera pesada i ortodoxa al barri dels robavellaires i petits negociants jueus, Glück auf! (1911) sobre la catàstrofe a la mina de Radbod a Hamm (Westfàlia) i una de les seves obres més conegudes El pesquer `Bona Esperança’ (1900), traduït en català per Francesc Torres sobre les dures circumstàncies de treball dels pescadors, realitat que va descobrir quan vivia uns anys a Scheveningen i Katwijk aan Zee on va fer-se amic del pintor Jan Toorop (1858-1928). Era molt actiu al moviment socialista. A l'inici dels anys 1920 per un període breu va ser director del Teatre Reial Carré a Amsterdam.
El 1965 l'editorial Van Oorschot d'Amsterdam va reeditar sota el títol Toneelwerken l'obra completa per al teatre en tres volums, que reprèn la majoria de les seves obres. El 2014, a l'ocasió del centcinquantenari del seu naixement, es va crear un lloc web amb molta informació, texts en línia i altres documents sobre la vida i l'obra de Heijermans.

## Obres dramàtiques destacades[4]
- 1893. Dora Kremer.
- 1898. Ghetto, per a una traducció anglès en línia vegeu: «The Ghetto: A Drama in Four Acts».   Project Gutenberg.
- 1899. Het zevende Gebod.
- 1900. Op Hoop van Zegen Arxivat 2016-09-01 a Wayback Machine. (text complet en línia)
  - La bonne espérance Arxivat 2016-03-28 a Wayback Machine. (en francès, traduït per J. Schürmann i Jacques Lemaire el 1902)
  - El Pesquer «Bonna Esperança» (en català traduït per Francesc Torres i Ferrer)[5][6]
- 1901. Het Pantser.
- 1903. In de Jonge Jan.
- 1905. Allerzielen.
- 1907. Uitkomst.
- 1916. Eva Bonheur.
- 1917. De Wijze Kater.
- 1965 Toneelwerken (obra completa per al teatre)